# Lasha Bugadze
Lasha Bugadze (en georgiano ლაშა ბუღაძე; Tiflis, 1 de noviembre de 1977) es un novelista y dramaturgo georgiano.

## Biografía
Lasha Bugadze se graduó en la facultad de arte dramático de la Universidad Estatal de Teatro y Cine Shota Rustaveli, y en la facultad de Arte de la Universidad Estatal de Tiflis.
Coopera con el Royal Court Theatre de Londres y participa activamente en proyectos internacionales.
Además de escribir, es presentador de programas literarios transmitidos en radio y televisión por la emisora pública georgiana. Conocido como amante de la ópera y dibujante de talento, vive y trabaja en Tiflis.

## Obra
La obra de Bugadze centra su atención en las relaciones entre generaciones, describiendo situaciones en las que las personas son víctimas de sus prejuicios, ideas fijas o estereotipos.
El expreso de la literatura (ლიტერატურული ექსპრესი, 2009) trata sobre literatura y escritores, en concreto sobre autores desconocidos y mediocres que viajan juntos en el tren que da nombre al libro; describe a los autores absortos en sí mismos, incapaces de comunicarse entre sí y en gran medida desinteresados por el trabajo de los demás.
En su más reciente Lucrecia 515 (ლუკრეცია 515, 2013) aborda el tema del sexo —un tema «cerrado» durante la época soviética— por medio del personaje de Sandro, quien, casado y con 37 años, es una especie de Don Juan que mantiene un registro concienzudo de sus aventuras sexuales.
Lasha Bugadze ha recibido numerosos premios literarios, entre ellos el premio SABA —el más prestigioso de Georgia— en varias ocasiones: por sus novelas La era dorada y Un país pequeño (2007 y 2018), y por sus obras de teatro Nugzar y Mefisto, La bola de naftalina y El navegador (2004, 2009 y 2012 respectivamente). Esta última obra recibió también el primer premio del Concurso Internacional de teatro de la BBC en 2011.
Las obras de Bugadze han sido traducidas a varios idiomas, entre ellos al inglés, al alemán y al sueco.